# Altina
Altina este derivat din numele castrului roman Altinum, care a existat pe actuala vatră a satului Oltina. Cetatea nu a fost suficient cercetată. Istoricii Irimia și Em. Popescu au făcut unele cercetări, în urma cărora s-au descoperit: o tăblița de bronz, o amforă cu inscripția HRISTON MARIA GHENA (Maria naște pe Hristos), un cuptor de pe vremea lui Anastasius cu cărămizi inscripționate, monede, vase ceramice etc. Cuptorul, deși foarte important și protejat în anii din urmă, este într-o avansată stare de degradare.